# 聖公會榮真小學
聖公會榮真小學（英語：S.K.H. Wing Chun Primary School）是一所隸屬聖公宗（香港）小學監理委員會有限公司的小學。1989年9月，由香港望族莫詠虞公之女陳莫榮真女士贊助開辦經費，而辦學團體為聖公會，故命名為聖公會榮真小學，分為聖公會榮真小學（上午校）及聖公會榮真小學（下午校）。聖公會榮真小學（下午校）於2000年9月轉為全日制小學。聖公會榮真小學（上午校）則遷往香港新界粉嶺嘉福邨，並命名為聖公會嘉福榮真小學及同時實行全日制上課。

## 歷史

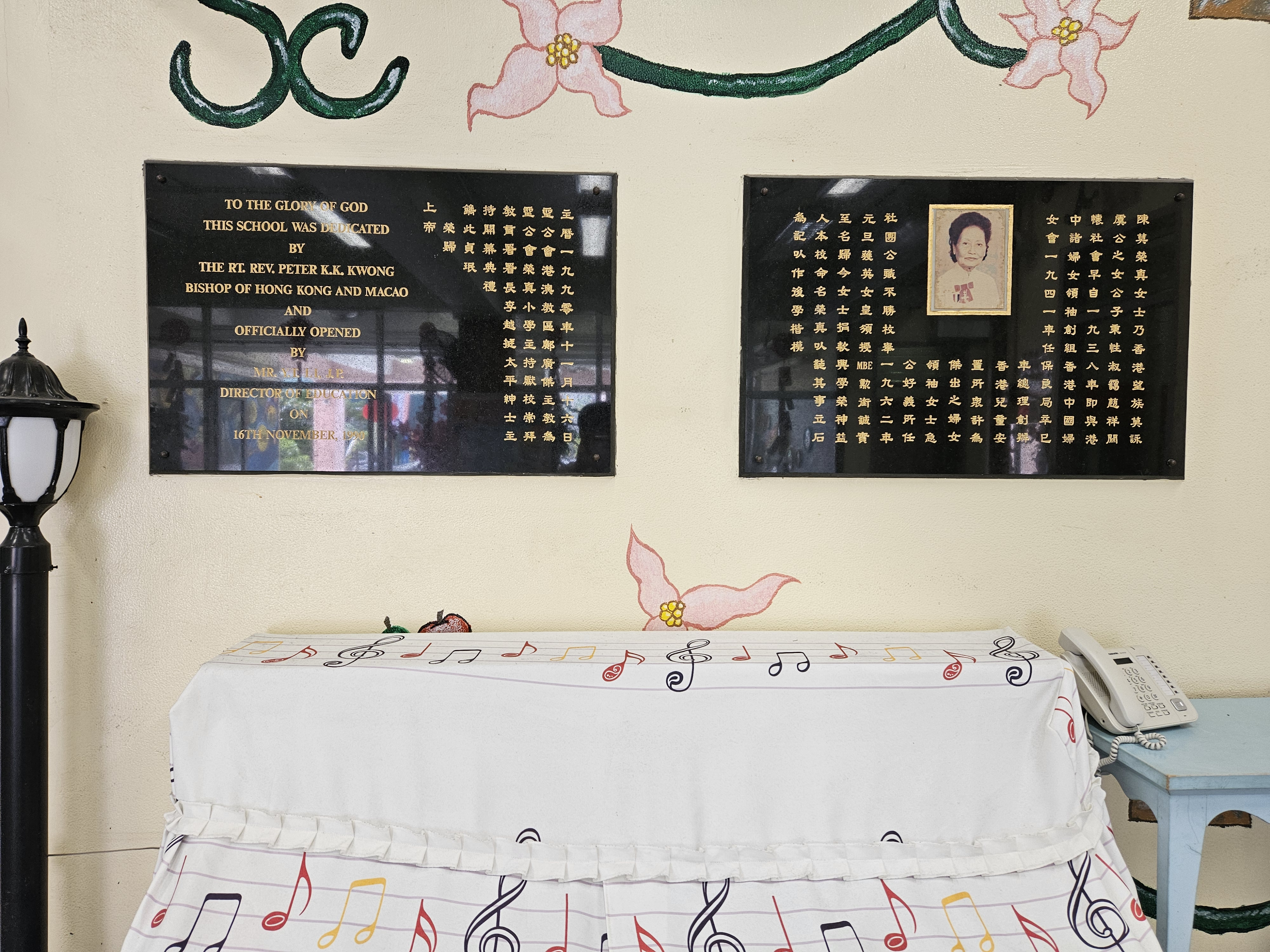
聖公會榮真小學於1990年11月16日，由時任教育署署長李越挺太平紳士主持開幕儀式（左）與陳莫榮真女士生平（右）

1990年11月16日，聖公會港澳教區鄺廣傑主教為聖公會榮真小學主持獻校崇拜，並由教育署署長李越挺太平紳士主持開幕典禮。

## 校舍

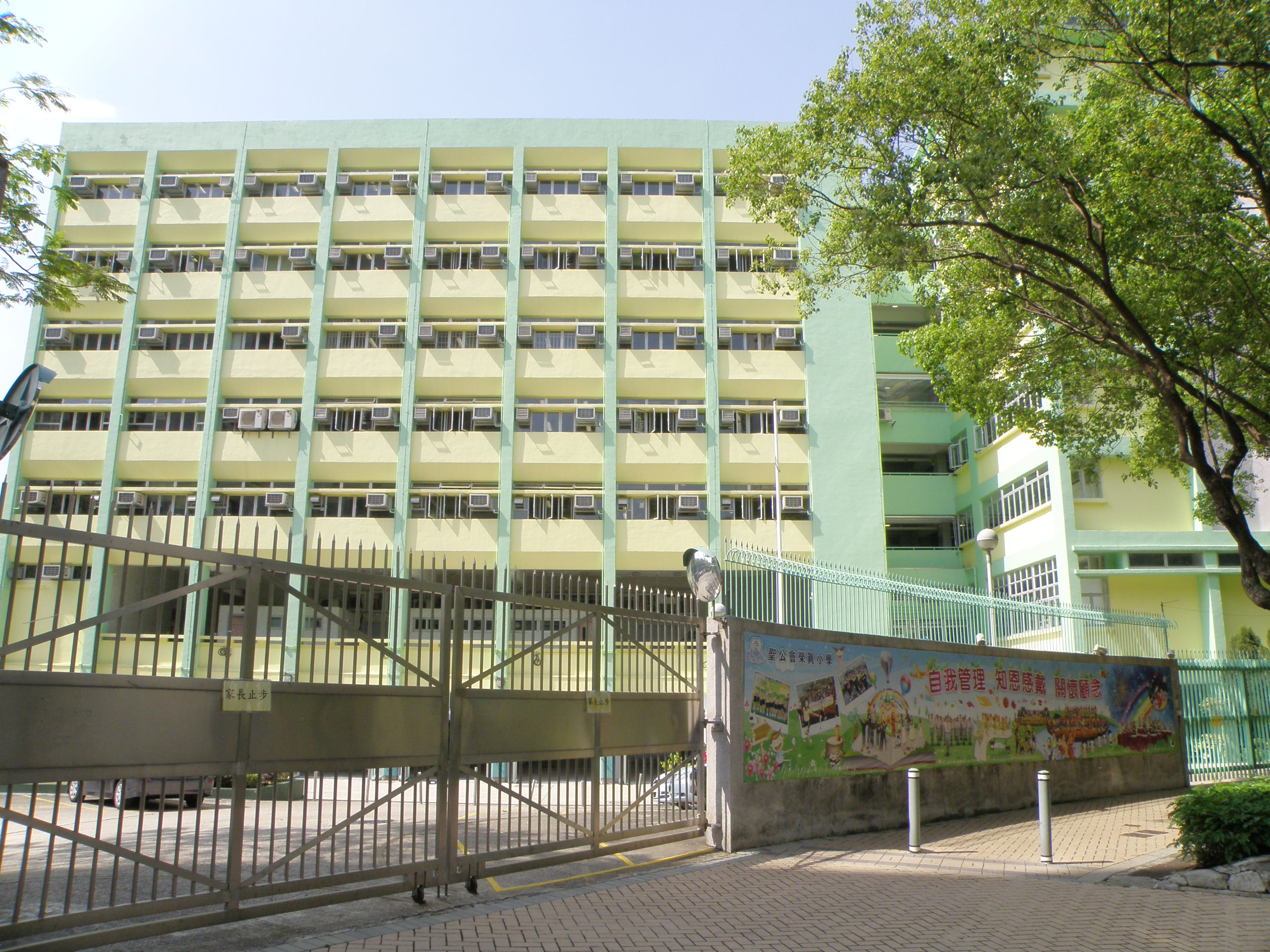
聖公會榮真小學的校舍外觀

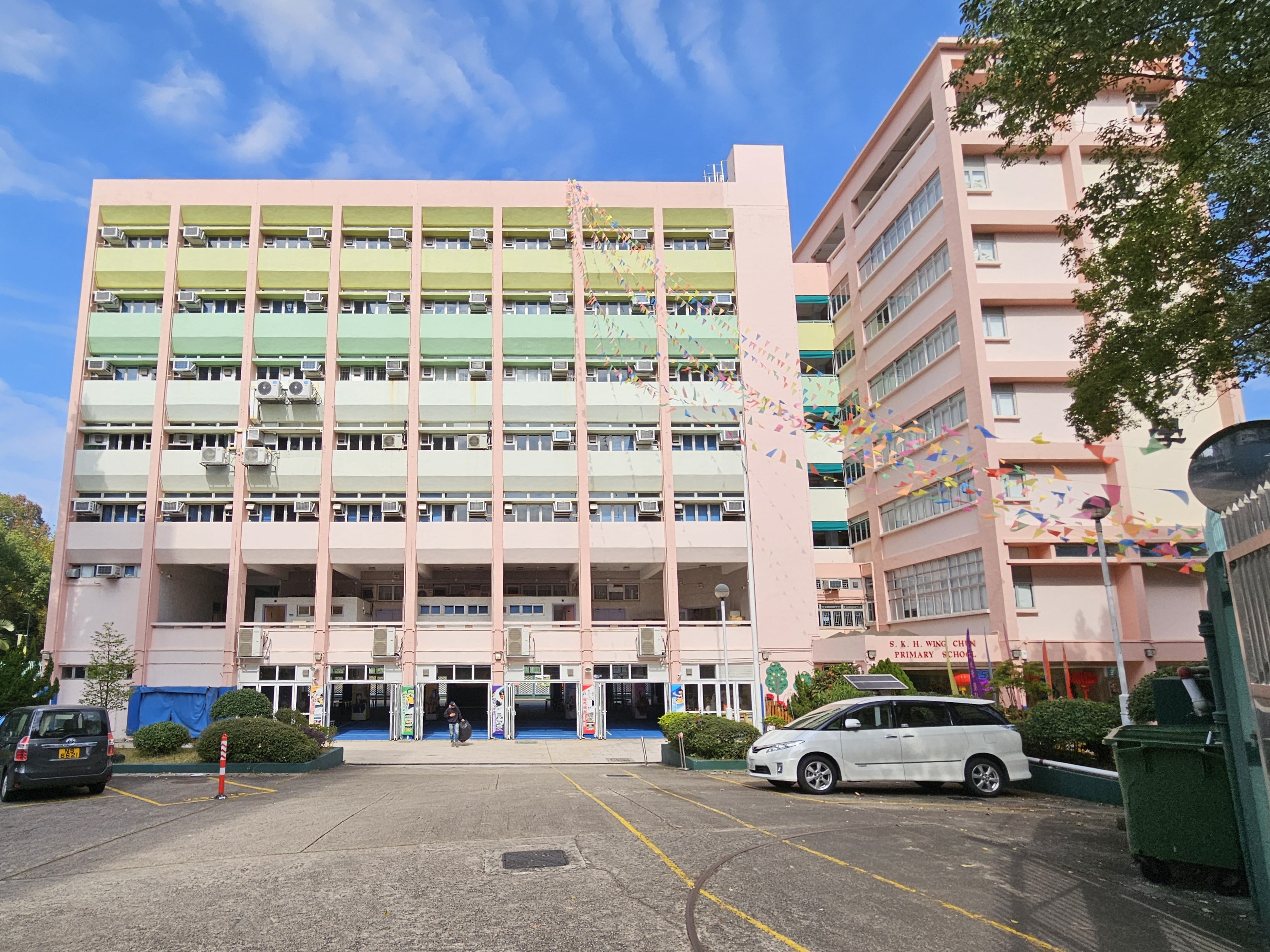
聖公會榮真小學校舍（2024年1月）

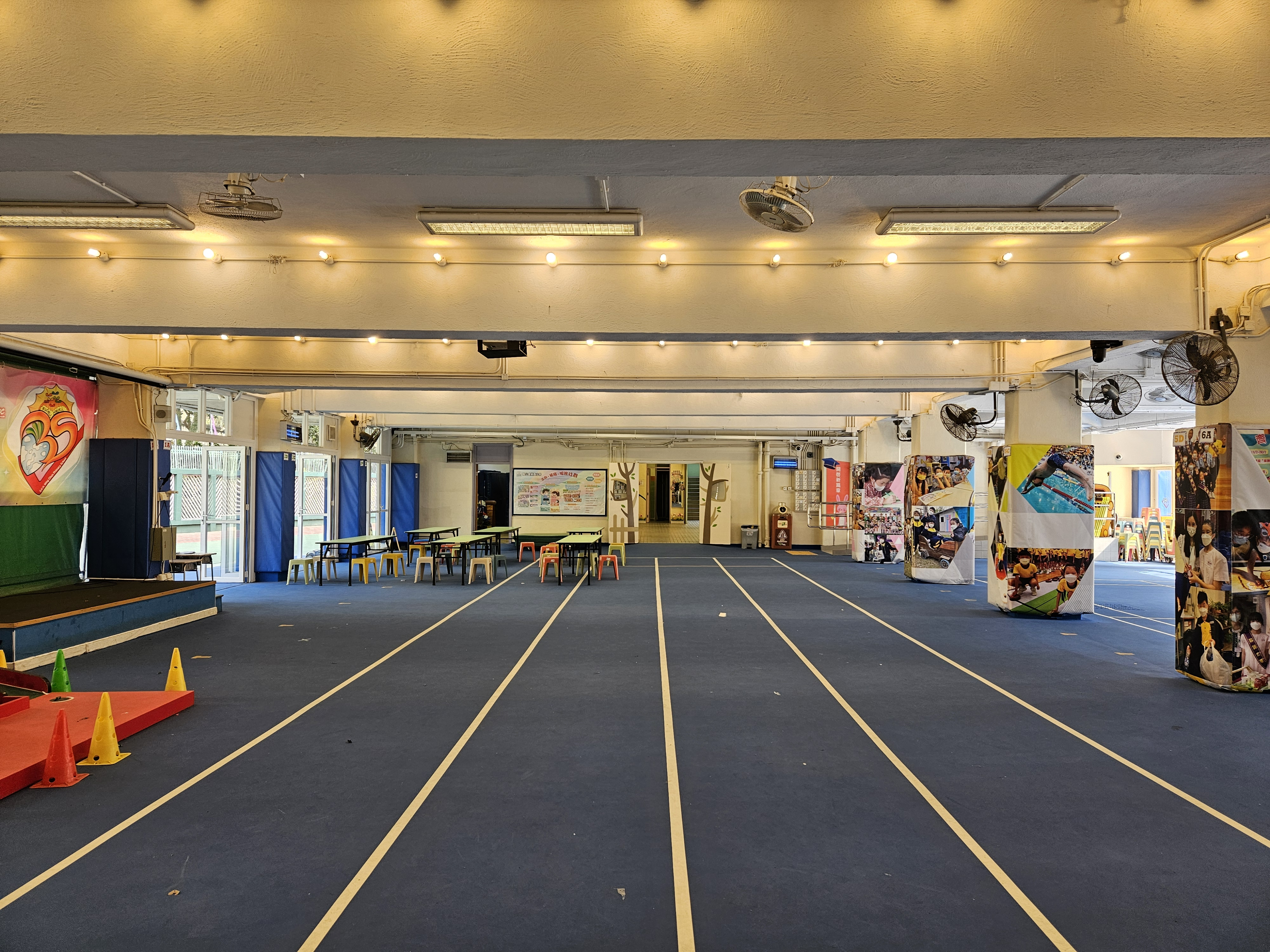
聖公會榮真小學的有蓋操場

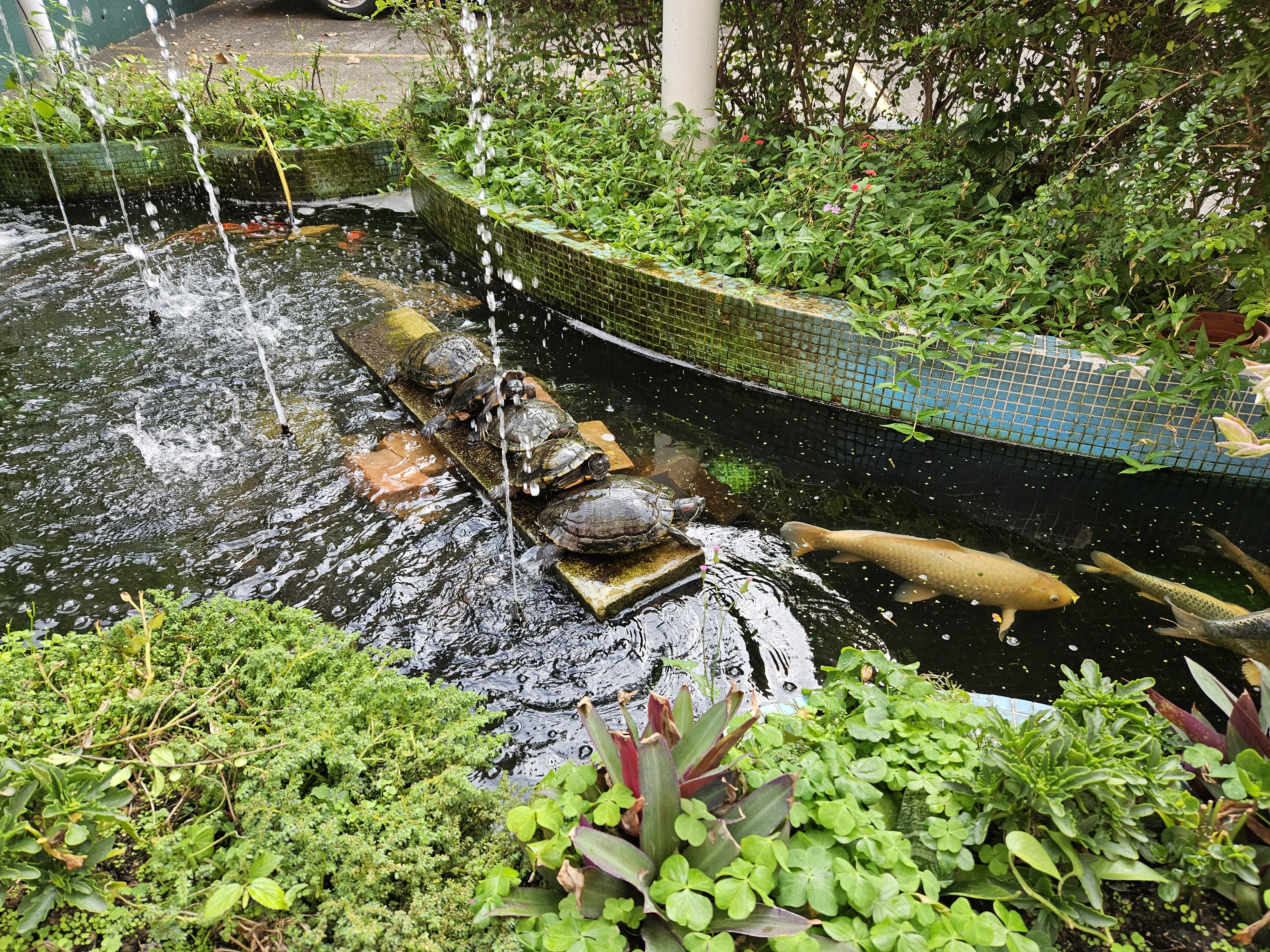
聖公會榮真小學停車場旁邊設有錦鯉池

學校位於粉嶺和上水的之間的校舍，樓高七層（不包括 有蓋操場），有標準課室25間及禮堂一個、操場2個、圖書館1個、教員室2個及特別室11間。學校禮堂可容納近四百人聚會，並有籃球場、有蓋操場及多用途活動空地，以供學生上課及活動之用。11間特別室分別是：音樂室2個、英文室1個、S.T.E.A.M.室1個（和陶藝室共用）、多用途室1個、電腦室2個、輔導室3個及多用途活動空地。學校其中一個電腦室由輔導室改裝。現時所有課室都安裝有電子屏幕、高映機及實物投映機，並於課室內的個人電腦連接。

## 著名及傑出校友
- 陳子晧： uplive熱門主播， 星島日報記者
- 袁嘉蔚：前南區區議會田灣區議員
- 謝影雪：香港羽毛球運動員[1]
- 伍樂怡：香港藝人